# 363-тя піхотна дивізія (Третій Рейх)
363-тя піхотна дивізія (Третій Рейх) (нім. 363. Infanterie-Division) — піхотна дивізія Вермахту, що входила до складу німецьких сухопутних військ у роки Другої світової війни.

## Історія з'єднання
363-тя піхотна дивізія була сформована як дивізія 21-ї хвилі формування вермахту 28 грудня 1943 року у військовому окрузі IX у Генеральній губернії. Для цього були використані частини, що залишилися після знищення 339-ї піхотної дивізії на Східному фронті (штатні та кадрові війська). Доповнення надійшли з інших розгромлених дивізій (зокрема, з 161-ї дивізії), а також новобранці, які були призвані для поповнення частин.
Ще не завершивши формування на військовому полігоні Ширец у XXI військовому окрузі, 4 березня 1944 року дивізія отримала наказ передислокуватися до Данії. Передислокація розпочалася 16 березня 1944 року.
Після того, як союзники висадилися в Нормандії, у липні 1944 року їх ненадовго перемістили до північної Франції для захисту від сил вторгнення. В районі Руана дивізію передали в розпорядження 15-ї армії групи армій «B».
У серпні 1944 року 363-тя дивізія перейшла в підпорядкування LXXXIV армійського корпусу 7-ї армії, який бився під Фалезом. Зрештою дивізія була повністю знищена у Фалезському мішку у Франції.
17 вересня 1944 року дивізія була частково переформована шляхом створення 363-ї фольксгренадерської дивізії (раніше 566-ї фольксгренадерської дивізії).

## Райони бойових дій
- Генеральна губернія (грудень 1943 — березень 1944)
- Данія (березень — липень 1944)
- Франція (липень — серпень 1944)

## Командування

### Командири
- генерал-лейтенант Август Деттлінг (28 грудня 1943 — серпень 1944)

### Підпорядкованість
| Час      | Корпус    | Армія | Група армій (округ)                 | Штаб                |
| -------- | --------- | ----- | ----------------------------------- | ------------------- |
| 1943     |           |       |                                     |                     |
| грудень  |           |       | формування                          | Генеральна губернія |
| 1944     |           |       |                                     |                     |
| січень   |           |       | формування                          | Генеральна губернія |
| березень |           |       | Окупаційні війська Вермахту в Данії | Данія               |
| липень   |           | 15 А  | Група армій «B»                     | Гент                |
| серпень  | LXXXIV ак | 7 А   | Група армій «B»                     | Фалез               |

### Склад
| 1944                                   |
| -------------------------------------- |
| 957-й гренадерський полк               |
| 958-й гренадерський полк               |
| 959-й гренадерський полк               |
| 363-й артилерійський полк              |
| 363-й фузилерний батальйон             |
| 363-тя протитанкова батарея            |
| 363-й інженерний батальйон             |
| 363-й запасний батальйон               |
| 363-й дивізійний батальйон зв'язку     |
| 363-тє дивізійне управління постачання |